# تيرانا حسن
تيرانا حسن محامية أسترالية وأخصائية اجتماعية وناشطة في مجال حقوق الإنسان. كانت المديرة التنفيذية لـ هيومن رايتس ووتش، وهي منظمة دولية غير حكومية مقرها في مدينة نيويورك.

## السيرة الذاتية
ولدت تيرانان حسن في سنغافورة لأب من أصول باكستاني يحمل الجنسية الاسترالية اسمه ررياض حسن ويعمل أكاديمي، وأم سريلانكية مولودة في ماليزيا. أمضت طفولتها في سنغافورة وإندونيسيا والولايات المتحدة وأستراليا. والتحقت بالمدرسة الثانوية في كلية سكوتش في أستراليا وحصلت على درجة البكالوريوس مع مرتبة الشرف في العمل الاجتماعي من جامعة جنوب أستراليا والقانون من جامعة أديلايد. في عام 2008 ، حصلت على درجة الماجستير في الدراسات في قانون حقوق الإنسان من جامعة أكسفورد.